# 八景镇
八景镇，是中华人民共和国江西省宜春市高安市下辖的一个乡镇级行政单位。

## 行政区划
八景镇下辖以下地区：
八景社区、吉岭社区、西南岭村、庄头村、观上村、石头渡村、胡家坊村、樟坑村、槐山村、礼港村、上保村、灶岗村和盐湖村。